# Hillsborough-Katastrophe

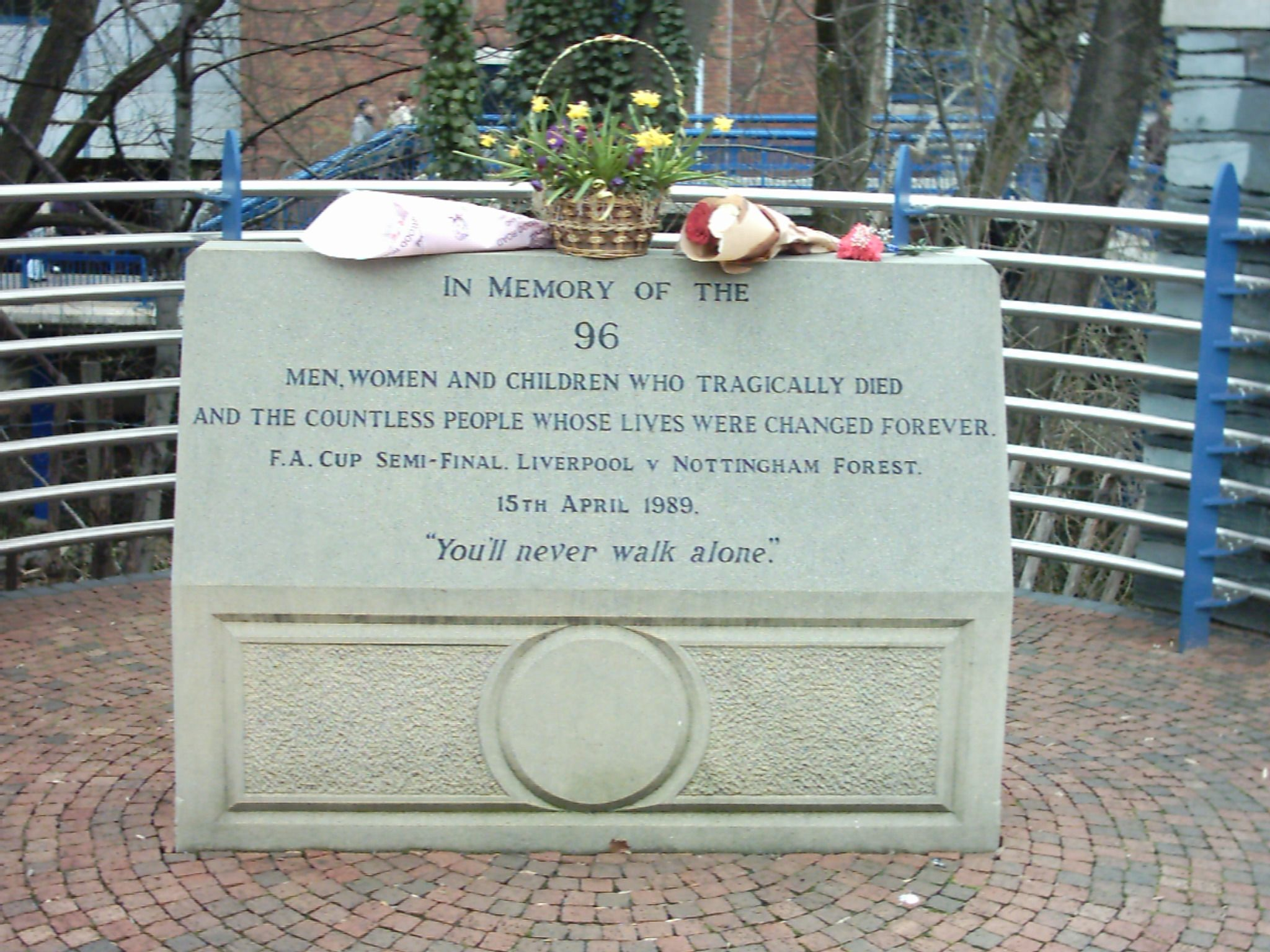
Denkmal für die Verstorbenen und deren Angehörige am Stadion

Gedenktafel im Anfield-Stadion, Liverpool

Die Hillsborough-Katastrophe war ein schweres Zuschauerunglück mit 97 Toten und 766 Verletzten am 15. April 1989 im Hillsborough Stadium in Sheffield. Sie ereignete sich während des Halbfinalspiels um den FA Cup zwischen dem FC Liverpool und Nottingham Forest und gilt als eine der größten Katastrophen in der Geschichte des Fußballs.
Die Ursache für das Unglück war lange umstritten. Erst 27 Jahre später erklärte die Jury einer Untersuchungskommission, dass die zu dem Zeitpunkt 96 Opfer von Sheffield „rechtswidrig getötet“ (englisch unlawfully killed) wurden. Auslöser der Tragödie waren demnach schwere Fehler der Polizei und nicht – wie jahrelang von behördlicher Seite behauptet – das Fehlverhalten der Zuschauer. Im Juli 2021 verstarb ein 97. Opfer an den Folgen der erlittenen Verletzungen.
Der damalige Einsatzleiter der Polizei, David Duckenfield, hatte (entgegen seiner früheren Aussage) eingeräumt, durch das unbedachte Öffnen eines Tores eine Mitverantwortung für die Katastrophe zu tragen. Bereits 2012 hatte eine unabhängige Kommission in ihrem Bericht nahegelegt, dass Mitglieder der Polizei und der Hilfskräfte sowohl bei den Ursachen der Katastrophe als auch deren Ausmaß eine erhebliche Schuld traf. Dies führte zu einer offiziellen Entschuldigung von Premierminister David Cameron, der Polizei von South Yorkshire, dem englischen Fußballverband FA sowie der Zeitung The Sun für die Rolle, die sie bzw. ihre Organisationen in dem Geschehen gespielt hatten.

## Hintergrund
Das Hillsborough-Stadion war seit dessen Erbauung im Jahre 1899 das Heimatstadion des Profivereins Sheffield Wednesday. Es hatte im Jahre 1989 eine Kapazität von 52.135 Zuschauern, von denen 14.556 auf der westlich gelegenen Leppings Lane End, einer zweirangigen Tribüne, Platz fanden. Während der Oberrang aus 4.456 Sitzplätzen bestand, war der Unterrang eine reine Stehplatz-Tribüne mit 10.100 Plätzen. Für den Einlass in den Unterrang standen für dieses Spiel lediglich sieben Drehkreuze am Eingang zur Verfügung. Ein Metallzaun trennte den Unterrang vom Innenraum des Stadions. Der Unterrang selber war in insgesamt sieben Blöcke („Pens“) unterteilt, welche ebenfalls durch Zäune voneinander abgetrennt waren.
Bereits im Jahre 1981 kam es im Zuge des FA-Cup-Halbfinales zwischen Tottenham Hotspur und Wolverhampton Wanderers zu einem Gedränge auf der Leppings Lane End, bei dem 38 Fans verletzt wurden. Auch in Folgejahren kam es immer wieder zu Überfüllungen auf den Stehplätzen. Bereits 1988 trafen Liverpool und Nottingham Forest im FA-Cup-Halbfinale in Hillsborough aufeinander. Auch damals waren die Liverpooler Fans auf der Leppings Lane End untergebracht und berichteten von einem großen Schieben und Drücken in den beiden mittleren Blöcken Pen 3 und Pen 4.
Am 20. März 1989 wurde das FA-Cup-Halbfinalspiel zwischen Liverpool und Nottingham Forest durch die Football Association nach Hillsborough vergeben. David Duckenfield war erst kurz zuvor befördert worden und erstmals Einsatzleiter bei einem Fußballspiel in Hillsborough.

## Verlauf

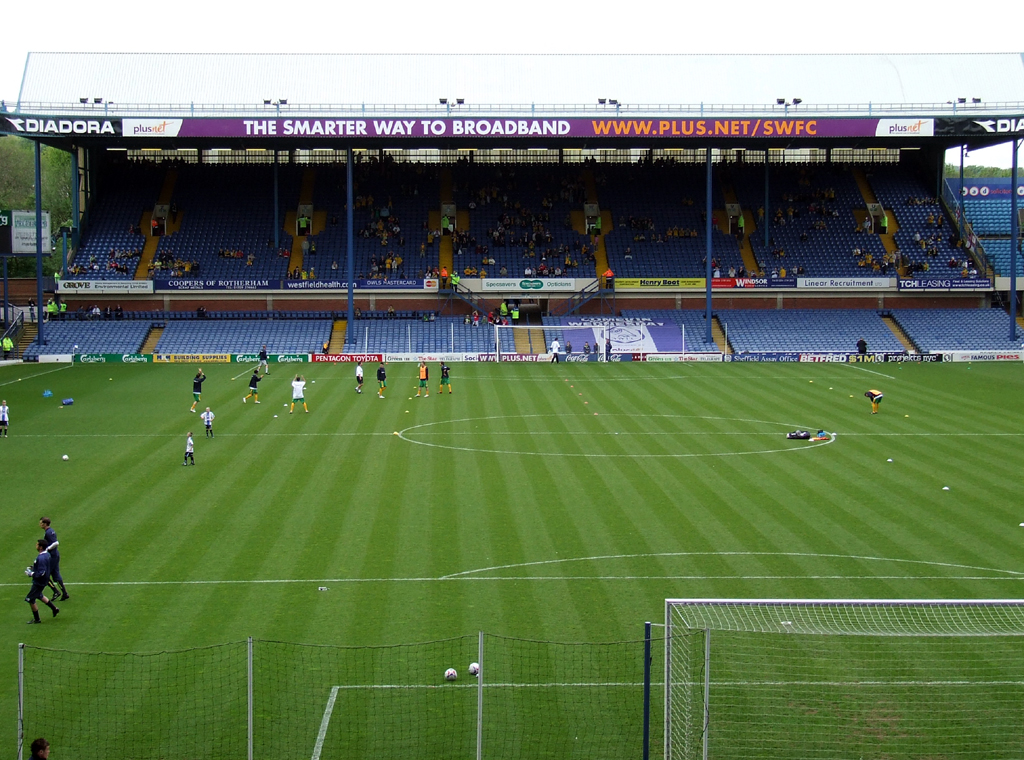
Hillsborough Stadium: West Stand (2007)

Viele Fans genossen den Tag des Spiels in den umliegenden Kneipen und Pubs und machten sich erst relativ spät auf den Weg zum Stadion. Das Spiel war für 15 Uhr Ortszeit angesetzt, bereits um 14:20 Uhr hatte sich am Einlass zur Leppings Lane End ein großes Gedränge gebildet, das bis 14:40 Uhr auf bis etwa 5.000 Fans anwuchs. Der Einlass verlief nur schleppend, und eine Anfrage der Polizei, ob das Spiel später angepfiffen werden könne, wurde von der FA abgelehnt. Da der Druck der nachströmenden Menschenmasse am vorderen Ende des Eingangs immer größer wurde, fürchtete die Polizei, dass sich die wartenden Zuschauer in Lebensgefahr befänden.
Im Inneren des Stadions hatte sich ebenfalls eine Menschenmasse gebildet, der sich ausschließlich auf Pen 3 und Pen 4 konzentrierte, während in den links und rechts angrenzenden Blöcken etliche Plätze frei blieben.
Um 14:52 Uhr ließ Duckenfield ein zusätzliches Fluchttor (Gate C) öffnen, um den Druck auf die Fans, die ins Stadion zu gelangen versuchten, zu verringern. Innerhalb von fünf Minuten strömten weitere 2.000 Fans ins Stadion, von denen viele auf den direkt vor ihnen liegenden Tunnel, der zu den Pens 3 und 4 führte, zuliefen, um den nahenden Anpfiff nicht zu verpassen. Keinem der Außenstehenden war bewusst, dass sich bereits vorher ein gefährliches Gedränge in den beiden Blöcken gebildet hatte. Es gab deshalb kein Regulativ, das die Fans davon abhielt, in die beiden Blöcke zu laufen.
Um 15 Uhr wurde das Spiel angepfiffen. Bereits zu diesem Zeitpunkt kletterten einige Fans aus den beiden überfüllten Blöcken über die Zäune in den Innenraum des Stadions, um in die nebenstehenden Blöcke auszuweichen. In den folgenden Minuten kletterten immer mehr Menschen über die Zäune, um der Enge zu entfliehen. Die Polizei hielt diese zunächst für Störer, die das Spielfeld stürmen wollten und drängte einige von ihnen zurück in die Blöcke. Am oberen Ende der überfüllten Pens 3 und 4 kletterten verzweifelte Zuschauer in den Oberrang.
In der fünften Spielminute traf Liverpools Peter Beardsley mit einem Schuss die Latte des gegnerischen Tores, woraufhin sich viele Fans nach vorne beugten und so den Druck weiter erhöhten. In Pen 4 gab daraufhin ein Wellenbrecher nach. Viele Besucher stürzten dadurch nach vorne und wurden unter anderen Fans begraben. Trotz der chaotischen Zustände in den beiden Blöcken, in denen die vorne Stehenden bereits bis zur Bewegungslosigkeit gegen die Zäune gedrückt wurden, ließ die Polizei die Fluchttore zum Innenraum nicht öffnen.
Liverpools Torhüter Bruce Grobbelaar berichtete, dass er Hilferufe aus den Blöcken hinter sich hörte. Er machte Schiedsrichter Ray Lewis auf die Situation aufmerksam. In der sechsten Spielminute erkannte Superintendent Greenwood von der Polizei South Yorkshire die Situation, rannte auf das Spielfeld und bat Lewis um einen Abbruch des Spiels. Dieser unterbrach die Begegnung und führte die Spieler zurück in ihre Kabinen. Währenddessen liefen die Rettungsmaßnahmen an, um die Fans aus den überfüllten Blöcken zu holen. Im Innenraum des Stadions begannen Sanitäter, Polizisten und Fans mit Wiederbelebungsmaßnahmen, während andere die seitlichen Werbebanden als Krankentragen verwendeten.
94 Opfer verstarben vor Ort, ein weiteres verstarb Tage später im Krankenhaus und ein weiteres nach fast vierjährigem Koma. So wurde die Zahl der Toten mit 96 und die der Verletzten mit 766 angegeben. Die meisten starben durch Asphyxie. Das jüngste Opfer wurde nur zehn Jahre alt. Hierbei handelt es sich um Jon-Paul Gilhooley, einen Cousin des späteren langjährigen Kapitäns des FC Liverpool, Steven Gerrard. Im Jahr 2021 starb Andrew Devine mit 55 Jahren als 97. Opfer an den Langzeitfolgen seiner Verletzungen von 1989.

## Folgen

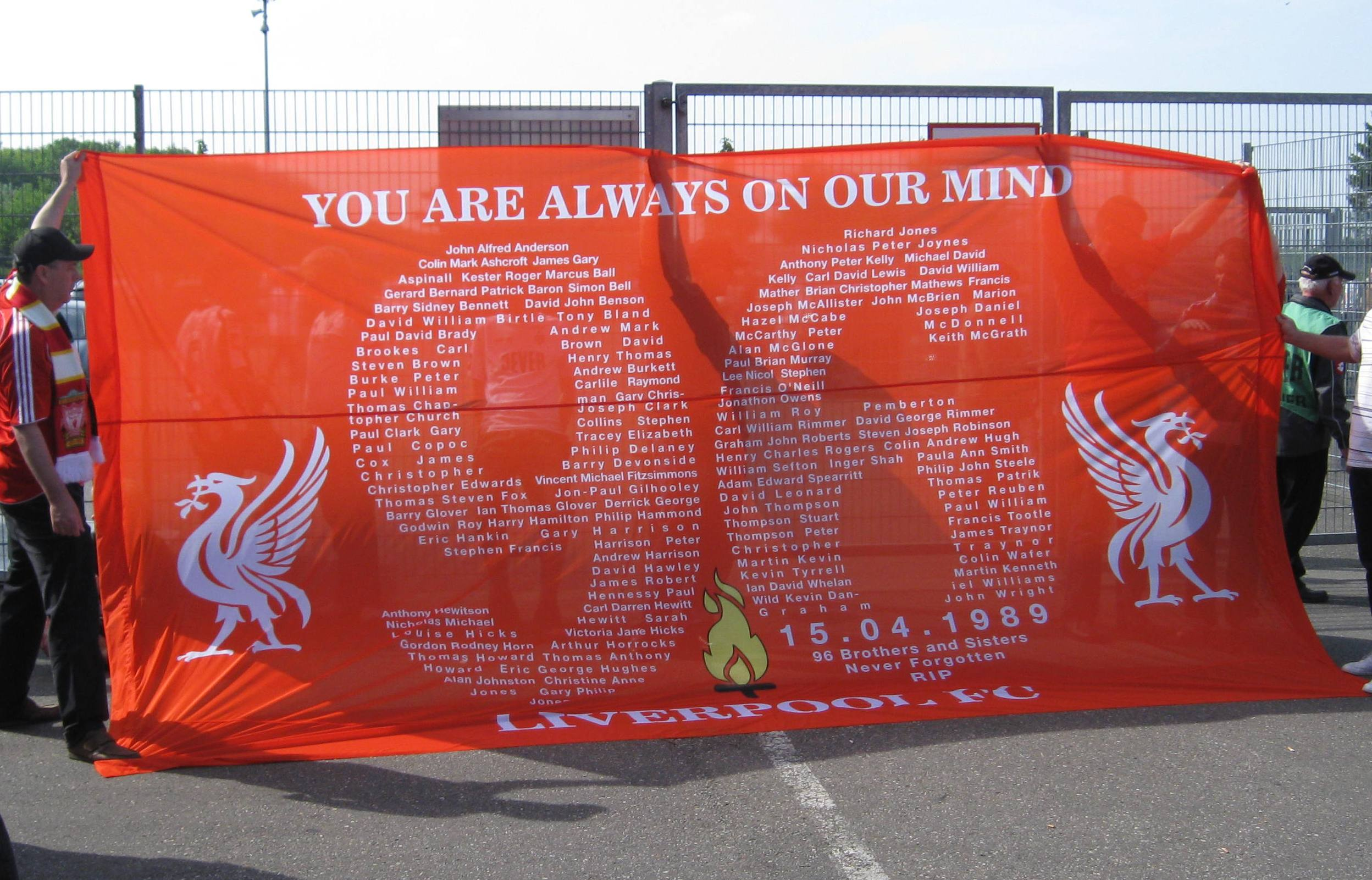
Banner anlässlich des 20. Jahrestages der Katastrophe

Zwei Tage nach der Tragödie versprach Innenminister Douglas Hurd, ein Gesetz zu verabschieden, das alle Vereine der Liga verpflichten würde, Stehplätze aus ihren Stadien zu verbannen.
Dieses Unglück, nur vier Jahre nach Bradford und Heysel, trug nach einer Untersuchung und dem abschließenden Taylor Report langfristig dazu bei, dass es heute in den meisten englischen Stadien nur noch Sitzplätze und keine Zäune mehr gibt. Das Stehplatzverbot wurde zunächst in England eingeführt und später auch von FIFA und UEFA für internationale Spiele übernommen.
Das 22 Tage nach der Katastrophe angesetzte Wiederholungsspiel im Old Trafford konnte Liverpool mit 3:1 für sich entscheiden. Zwei Wochen später gewann Liverpool im Wembley-Stadion auch das Finale des FA-Cups, diesmal mit 3:2 nach Verlängerung gegen den Lokalrivalen FC Everton.
Nachdem eine 1991 abgeschlossene erste Untersuchung zu dem Schluss gekommen war, dass alle Verstorbenen durch einen Unfall den Tod gefunden hatten, blieb eine politische Aufarbeitung lange Zeit aus. Auch Zivilklagen von Angehörigen gegen David Duckenfield und seinen Stellvertreter Bernard Murray wurden abgewiesen. Erst 2009 wurde eine unabhängige Untersuchungskommission unter Vorsitz des Bischofs von Liverpool eingesetzt. Nachdem 139.000 Menschen eine Petition unterzeichnet hatten, beschloss das britische Parlament am 17. Oktober 2011, dass die Kommission alle Akten über das Unglück erhalten solle. Diese veröffentlichte ihren Bericht am 12. September 2012. Daraus ging hervor, dass die Schuld für das Unglück nicht bei den Fans, sondern den Ordnungskräften zu suchen sei. Auch nannte der Bericht die Zahl von 41 Opfern, die hätten gerettet werden können, wenn die medizinische Versorgung schnell genug angelaufen wäre. Bei der Aufarbeitung des Unglücks warf der Bericht der Polizei vor, 164 Aussagen verändert zu haben, davon 116, die das Verhalten der Polizei an diesem Tag in ein schlechtes Licht gerückt hätten. Aufgrund dieses Berichts nahm auch die Generalstaatsanwaltschaft das Verfahren wieder auf und beantragte beim Obersten Zivilgericht Großbritanniens, das zur Katastrophe ergangene Urteil zu revidieren, was am 19. Dezember 2012 geschah. Im Juli 2021 entschied ein Gerichtsmediziner, dass Andrew Devine, der nach 32 Jahren an schweren und irreversiblen Hirnschäden starb, das 97. Opfer war.
Die Nachricht löste weltweit Entsetzen aus, doch in besonderem Maße zeigten sich die Anhänger von Borussia Mönchengladbach betroffen. In einer spontanen Geste der Solidarität sammelten sie über 21.000 D-Mark für die Hinterbliebenen der Opfer und übermittelten ihr Mitgefühl durch Briefe, Banner und persönliche Besuche. Dieser Akt tiefer Menschlichkeit und aufrichtiger Anteilnahme hinterließ beim FC Liverpool einen bleibenden Eindruck und wurde zum Grundstein für eine besondere Fanfreundschaft. Seitdem verbindet beide Vereine eine enge Beziehung, die nicht auf sportlichen Erfolgen, sondern auf gemeinsamen Werten, gegenseitigem Respekt und einer in schwerster Zeit gelebten Solidarität basiert. Bis heute wird diese Freundschaft durch gegenseitige Besuche, Choreografien und herzliche Gesten lebendig gehalten.

## Goldring-Untersuchungskommission
Als Konsequenz nahm eine neue Untersuchungskommission unter der Leitung von Richter John Goldring am 31. März 2014 in Warrington ihre Arbeit auf. 2016 urteilte sie, dass der Tod der Fans kein Unfall war, sondern durch die Verletzung von Vorschriften und Gesetzen verschuldet wurde. Die Kommission befand, dass die Planung der Polizei für das Spiel unzureichend sowie die Reaktion auf das Eintreffen großer Menschenmassen zu langsam und fehlerhaft gewesen war. Es wurde festgestellt, dass die Polizei die Überfüllung bestimmter Bereiche des Stadions nicht bemerkt hatte, als weitere Fans eingelassen wurden, welche dann auf entsprechend falsche Wege geleitet wurden. Außerdem griff der Aufsicht führende Polizeibeamte nicht situationsgerecht in den Einlassvorgang ein. Neben der Polizei trage aber auch Sheffield Wednesday Verantwortung an der Katastrophe, da es Mängel im Stadion gab, die bedingt durch veraltete Sicherheitsstandards nicht behoben worden waren. Der Verein habe den Ablauf des Spiels auch nicht mit der Polizei vorbereitet. Beim Beginn der Katastrophe und während deren Verlauf habe die Polizei den Ernst der Lage und die Ursachen nicht schnell genug erkannt und dementsprechend keine Gegenmaßnahmen eingeleitet. Außerdem habe sie dadurch den Katastrophenalarm zu spät ausgelöst – ein Vorwurf, der auch dem Rettungsdienst von South Yorkshire gemacht wird. Ausdrücklich freigesprochen von Fehlverhalten wurden der Verein für sein Verhalten am Unglückstag, sowie die Fans, die zuvor häufig in der Kritik gestanden hatten.
Als Folge der Untersuchung erklärte die Anklagebehörde, dass sie zwei Verfahren gegen die Polizei vorbereite, in denen es zum einen um mögliche strafbare Verstöße von Polizeiangehörigen, die zum Tod der Fans beigetragen haben, und zum anderen um die mögliche anschließende Vertuschung von Fakten durch die Polizei in Folge der Katastrophe gehe. Eine mögliche Anklage beträfe vor allem Duckenfield, der vor der Untersuchungskommission bereits zugegeben hatte, früher die Unwahrheit gesagt zu haben. Eine Strafverfolgung würde aber bedeuten, dass ein Urteil zur Einstellung der Strafverfolgung aus dem Jahr 2000 aufgehoben werden müsste; damals fand ein Zivilprozess gegen Duckenfield und seinen Stellvertreter Bernhard Murray statt, in dem Murray freigesprochen wurde und in dessen Rahmen die Jury kein Urteil zu Duckenfield finden konnte.
Weitere Untersuchungen in Hinblick auf Strafverfahren wurden gegen den Verein Sheffield Wednesday und Graham Mackrell, den damaligen Vorsitzenden des Vereins, sowie den damaligen Sicherheitsbeauftragten des Clubs wegen der Sicherheitsmängel im Stadion vorbereitet. Außerdem sollte die Football Association (FA) wegen der Auswahl des Stadions für ein Spiel ihres Wettbewerbs belangt werden. Die damalige britische Innenministerin Theresa May kündigte in einer Parlamentsdebatte an, dass die Anklagebehörde noch 2016 entscheiden würde, ob Anklagen erhoben würden, die unter anderem wegen Totschlags, Missbrauch eines öffentlichen Amtes, Irreführung der Justizbehörden oder Verstößen gegen die Sicherheitsbestimmungen erfolgen könnten.
David Crompton, der Leiter der Polizei in South Yorkshire, entschuldigte sich nach der Veröffentlichung des Untersuchungsberichts für das Verhalten der Polizei im Umgang mit der Katastrophe. Die Entschuldigung, aber auch das Auftreten der Polizisten im Untersuchungsverfahren, wurden von der Öffentlichkeit als ein Rückschritt von der bereits 2012 erfolgten Entschuldigung empfunden. Es folgte eine weitere Erklärung der Polizeibehörde, die diesem Eindruck entgegenwirken sollte, doch wurde noch im Verlauf des Tages entschieden, Crompton mit sofortiger Wirkung von seiner Tätigkeit zu entbinden, da es Zweifel daran gäbe, dass er die Situation angemessen bewältigen könne. Crompton nahm seine Arbeit nicht wieder auf, bis er in den seit Längerem für Herbst 2016 geplanten Ruhestand trat.

## Anklage
Aufgrund der Erkenntnisse aus der Goldring-Kommission erhob die Staatsanwaltschaft im Juni 2017 erstmals Anklage gegen sechs Personen. David Duckenfield wurde grob fahrlässiger Totschlag in 95 Fällen vorgeworfen. Laut Staatsanwaltschaft war sein Versagen „außerordentlich schlimm und trug maßgeblich zu dem Tod jedes Einzelnen der 96 Menschen bei, die so tragisch und unnötig ihr Leben verloren haben“. Außerdem wurden weitere drei Polizisten und ein Jurist wegen Verletzung der Dienstpflichten und Behinderung der Justiz, sowie der ehemalige Geschäftsführer von Sheffield Wednesday, Graham Mackrell, wegen Verletzung der Sicherheitsvorschriften angeklagt. Bis auf die Gerichtsverhandlung Duckenfields, der bis dahin formal noch nicht angeklagt wurde, begannen die Verfahren am Magistrates’ Court in Warrington im August 2017. Dort wurde der Prozess nach weniger als einer halben Stunde, in der die Angeklagten lediglich formell ihre Daten zur Person bestätigten und Mackrell auf nicht schuldig plädierte, an den Crown Court in Preston verwiesen, wo es am 6. September 2017 weitergehen sollte.
Tatsächlich fand der Prozess jedoch erst im September 2018 mit einer vorbereitenden Anhörung seine Fortsetzung. In der Zwischenzeit war bekannt geworden, dass ein Polizist und ein Hufschmied, die beschuldigt wurden, eine unwahre Geschichte über ein mit Zigarettenstummeln absichtlich verbranntes Polizeipferd konstruiert und somit die Justiz in die Irre geführt zu haben, wegen mangelndem öffentlichem Interesse nicht weiter strafrechtlich belangt werden würden. Außerdem wurde die Anklage wegen Verletzung der Dienstpflichten gegen den früheren Hauptkommissar Sir Norman Bettinson aus Mangel an Beweisen sowie nur geringen Aussichten auf eine Verurteilung fallen gelassen. Angehörige der Opfer kündigten daraufhin an, gegen diese Entscheidung in Revision zu gehen.
Am 14. Januar 2019 wurde in Preston das Verfahren gegen Duckenfield und Mackrell final eröffnet. Zuvor hatten beide Angeklagten erneut auf „nicht schuldig“ plädiert. Zwei Monate später wurde bekannt, dass einerseits Duckenfield nicht zur Erbringung weiterer Beweise zu seiner Verteidigung aufgefordert werden könne und somit keine endgültige Urteilsfindung stattfinden würde, und andererseits Mackrell aus Mangel an Beweisen mit einem Freispruch vom Vorwurf des Verstoßes gegen die Sicherheitsrichtlinien des Stadions zu rechnen habe. Dennoch wurde Mackrell am 3. April 2019 wegen Gefährdung der öffentlichen Gesundheit und Sicherheit verurteilt. Gegen Duckenfield wurde schließlich ein erneuter Prozess angestrengt, der ab dem 7. Oktober desselben Jahres erneut am Preston Crown Court stattfand. Dort wurde David Duckenfield am 28. November 2019 vom Vorwurf des grob fahrlässigen Totschlags in 95 Fällen endgültig freigesprochen.

## Berichterstattung
Unter dem Titel „The Truth“ (Die Wahrheit) wurde in der Boulevardzeitung The Sun vier Tage nach der Hillsborough-Katastrophe wahrheitswidrig behauptet, Liverpool-Fans hätten Rettungsversuche der Polizei behindert, Betroffene beraubt und sogar auf Opfer uriniert. Im Rahmen der Goldring-Untersuchung wurde aufgeklärt, dass diese Vorwürfe von der Nachrichtenagentur White’s aus Sheffield ungefiltert an verschiedene Medien verbreitet sowie bei der Sun unverändert übernommen worden waren. White’s stützte sich auf die Angaben eines Polizisten, der zugab, seine Aussagen aus verschiedenen Mitteilungen von Kollegen zusammengesetzt zu haben, und dass sie nicht der Wahrheit entsprächen. Die Sun hat wegen dieser Affäre vor allem in der Region Liverpool bis heute einen schweren Stand; durch anhaltenden Kaufboykott unter dem Slogan „Don't buy The Sun!“ fiel ihre Auflage dort von 400.000 auf nur noch 12.000. Erst 15 Jahre nach der Tragödie rang man sich beim auflagenstärksten Blatt Großbritanniens zu einer Entschuldigung durch und sprach vom „schrecklichsten Fehler in der Geschichte der Zeitung“. Dennoch beteuerte der verantwortliche Chefredakteur Kelvin MacKenzie bis 2012: „Ich habe es damals nicht bereut und bereue es bis heute nicht.“ Erst nach der Veröffentlichung des neuen Untersuchungsberichts im September 2012 gab er zu: „Sehr viel richtiger wäre es gewesen, hätte ich die Überschrift ‚Die Lügen‘ statt ‚Die Wahrheit‘ gewählt.“
Dass die Sun im April 2016 das Ergebnis der Goldring-Untersuchung statt auf ihrem Titel nur auf den Seiten acht und neun brachte, löste einen Shitstorm aus, insbesondere bei Twitter. Die renommierte Tageszeitung The Times, die die Nachricht ursprünglich ebenfalls nicht auf ihrem Cover hatte, änderte dies für spätere Ausgaben in Folge der öffentlichen Meinung sowie wegen redaktionsinternen Kritik. John Witherow, einer ihrer Herausgeber, erklärte, es sei ein Fehler gewesen, die Nachricht nicht sofort auf der Titelseite zu bringen. Die Sun gab keine Erklärung zu ihrer Entscheidung ab.

## Rezeption
1989 nahmen The Christians, Holly Johnson, Paul McCartney, Gerry Marsden und Stock Aitken Waterman die in den 1960er-Jahren von Marsden geschriebene Liverpoolhymne Ferry Cross the Mersey zu Gunsten der Opfer der Katastrophe auf. Das Lied stand drei Wochen auf Platz eins der britischen Charts.
Die Hillsborough-Katastrophe wird auch in der Episode Kalte Rache der englischen TV-Krimiserie Für alle Fälle Fitz sowie im Buch Fever Pitch von Nick Hornby und im gleichnamigen Film thematisiert.
Die walisische Rockband Manic Street Preachers thematisiert in ihrem Lied S.Y.M.M. („South Yorkshire Mass Murderer“) des Albums This Is My Truth Tell Me Yours (1998) die Rolle der Polizei und Ordnungskräfte, die ursächlich zur Tragödie führte. Der im Lied ebenfalls angesprochene Jimmy McGovern drehte 1996 eine Dokumentation zum Thema.
Michael Nyman gedenkt der Toten mit seiner Symphony No.11 „Hillsborough Memorial“. Das Werk mit den vier Sätzen 1. The Singing of the Names, 2. Family Reflections, 3. The 96 und 4. Memorial wurde am 5. Juli 2014 in der Liverpool Cathedral mit dem Royal Liverpool Philharmonic Orchestra, der Mezzosopranistin Kathryn Rudge und den Liverpool Philharmonic Youth and Training Choirs unter der Leitung von Josep Vicent uraufgeführt. Zu der Symphonie gibt es zwei Vorläuferwerke: Memorial aus dem Jahr 1985, mit dem Nyman der Toten des Heysel-Stadions gedachte und dem Hillsborough Memorial aus dem Jahr 1996.

## Gedenken

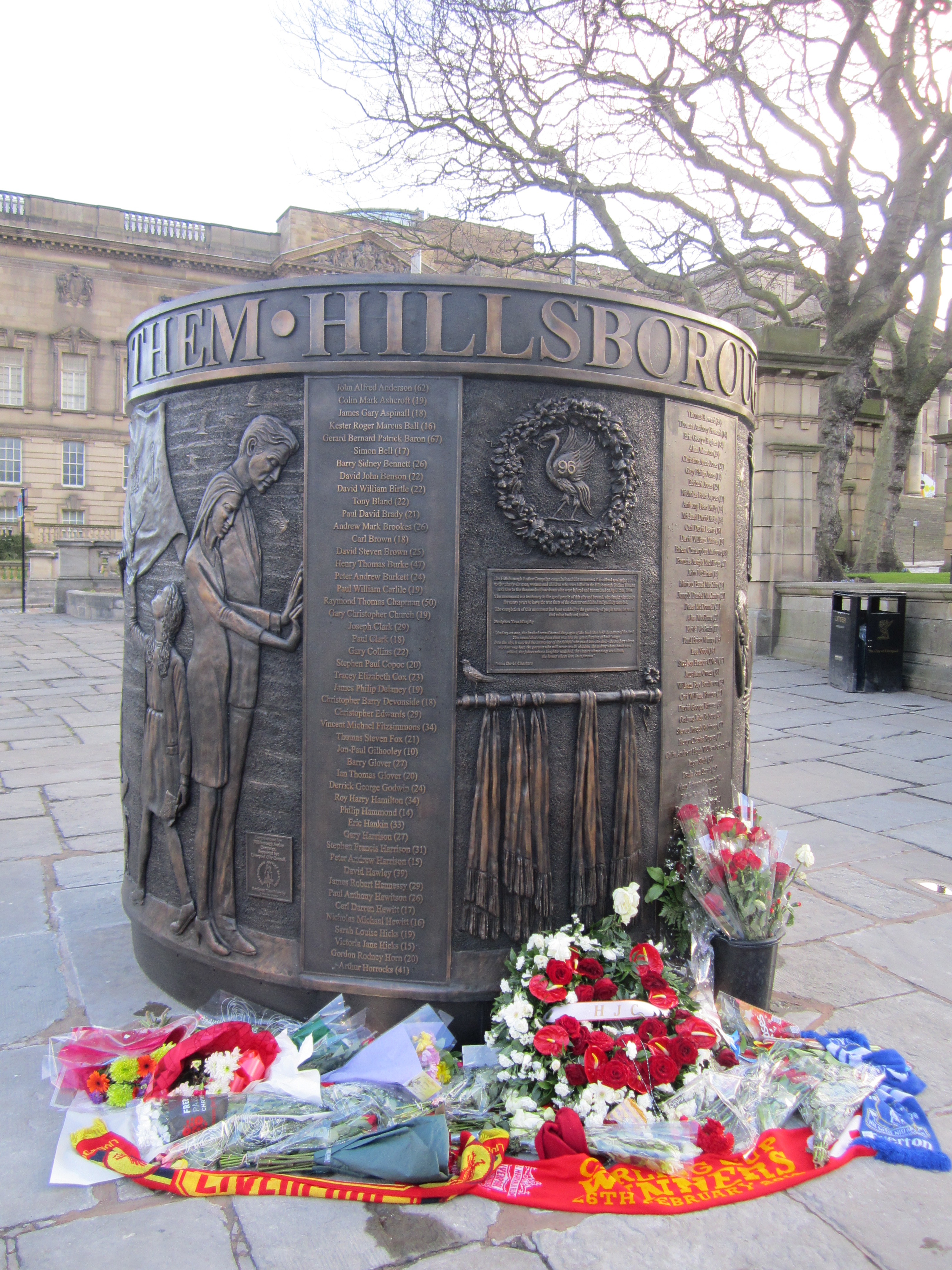
Old Haymarket (2013)

- Im Nachgang zur Tragödie wurde das Vereinswappen des FC Liverpool um zwei Fackeln an den Flanken sowie den Schriftzug You’ll never walk alone (Ihr werdet niemals alleine gehen) ergänzt, um dauerhaft an die Opfer zu erinnern. Dieses erweiterte Wappen ist bis heute das offizielle Logo des Vereins; zudem ist besagter Schriftzug auch über dem Haupteingangstor der Anfield Road angebracht.
- In Liverpool und Nachbarstädten wurden im Laufe der Jahre zahlreiche Gedenkstätten eingeweiht. Hierzu zählen unter anderem eine große Gedenktafel am Anfield-Stadion sowie ein zwei Meter hoher Bronzezylinder am Old Haymarket im Herzen Liverpools.
- Am Vorabend des 27. Jahrestages von Hillsborough im April 2016 präsentierten sowohl Liverpooler als auch Dortmunder Anhänger unmittelbar vor dem Anpfiff des Aufeinandertreffens im Viertelfinale der Europa League in Anfield jeweils eine große eigene Choreographie mit der Zahl 96 und sangen gemeinsam das Vereinslied You'll never walk alone. Beide Fanlager wurden daraufhin mit dem von der FIFA erstmals vergebenen FIFA Fan-Award ausgezeichnet, mit dem besondere Fan-Gesten geehrt werden.[33]
- Seit der Saison 2017/18 (erste Vorstellung im April 2017 zum 125-jährigen Vereinsjubiläum) wird auf jedem Trikot des FC Liverpool mit einer Stickerei „96“ unterhalb des Kragens auf der Rückseite an die 96 Todesopfer der Katastrophe erinnert. Seit 2021 tragen die Spieler die Zahl 97 auf dem Rücken.